# Tursunbek Chıngıshev
Toursounbek Tchinguichev (en cyrillique : Турсунбек Чынгышев) (né le 15 octobre 1942) est un homme d'État kirghiz, Premier ministre du Kirghizistan du 10 février 1992 au 13 décembre 1993. Il est remplacé par Almanbet Matoubraimov à l'intérim.